# محمدرضا دلپاک
محمّدرضا دلپاک (زاده ۳۰ تیر ۱۳۴۳) طراح صدا، صداگذار، میکسر و مدرس سینمای ایران می‌باشد.
او ۱۰ بار موفق به دریافت سیمرغ بلورین بهترین صداگذاری و میکس جشنواره فیلم فجر از جشنواره فیلم فجر شده است و از این نظر رکورددار است.

## زندگی
محمّدرضا دلپاک ۳۰ تیر ۱۳۴۳در تهران متولد شد و دارای مدرک مقطع دکتری (درجه یک هنری) می‌باشد. دلپاک فعالیت حرفه‌ای خود را در زمینه صداگذاری، طراحی و ترکیب صدا (میکس صدا) و، تدوین و ترکیب صدا ادامه داد و موفق به کسب جوایز متعددی همچون سیمرغ بلورین و تندیس خانه سینما و همچون تندیس حافظ شده است. عضو هیئت مدیره انجمن صدای سینمای ایران و مدرس سینما رشته در صدا در سینما و رشته بازی صدا برای بازیگری و علاوه بر فعالیت اجرایی در سینما از سابقه تدریس در دانشگاه سوره تهران و اصفهان، کانون سینماگران جوان، کارنامه دارد وی سابقه همکاری با کارگردانان مطرح سینمای ایران از جمله عباس کیارستمی، اصغر فرهادی، مجید مجیدی، جعفر پناهی و داریوش مهرجویی و رضا درمیشیان و… را دارد.
او حدود ۱۰۰ فیلم سینمایی در کارنامه سینمایی خود دارد؛ و از سال ۲۰۱۶ میلادی عضو آکادمی اسکار شده‌اند.
ورک‌شاپ تخصصی طراحی صدا برای اولین بار توسط محمدرضا دلپاک در دانشکده هنر توکیو TUA در کشور ژاپن برگزار شد.
وی عضو شرکت فیلم‌سازی موشن پیکچرز نیز می‌باشد.

## جایزه‌ها
- محمدرضا دلپاک در جشنواره‌های مختلف بیش از ۴۱ بار کاندید شده و ۲۱ بار برنده است.
- (برخی از جوایز محمدرضا دلپاک) به شرح زیر:
- چهاردهمین جشن خانه سینما
- چهارمین جشن خانه سینما؛ تندیس؛ بهترین صداگذاری و میکس؛ بخش مسابقه فیلم‌های بلند؛ ۱۳۷۹ زیر پوست شهر
- سیمرغ بلورین بهترین صداگذاری و میکس
- برنده سی و یکمین دوره جشنواره فیلم فجر - برلین ۷-
- برنده شانزدهمین دوره جشنواره فیلم فجر - تولد یک پروانه
- برنده بیست و ششمین دوره جشنواره فیلم فجر - قاعده بازی
- برنده بیستمین دوره جشنواره فیلم فجر - سفر به فردا
- برنده هفدهمین دوره جشنواره فیلم فجر - رنگ خدا
- برنده سی‌امین دوره جشنواره فیلم فجر - خرس
- برنده سیمرغ بلورین بیست و هفتمین جشنواره فیلم فجر درباره الی
- برنده بیست و چهارمین دوره جشنواره فیلم فجر - زمان می‌ایستد
- برنده نوزدهمین دوره جشنواره فیلم فجر - باران
- برنده سی و دومین دوره جشنواره فیلم فجر - لانتوری
- برنده جایزه انجمن نویسندگان و منتقدین - لانتوری
- تندیس حافظ؛ بهترین کار صدا؛ محمدرضا دلپاک؛ دهمین جشن دنیای تصویر؛ بخش آثار سینمایی (۱۳۸۶) خون بازی

(۱۰ سیمرغ بلورین فجر ۵ تندیس حافظ و ۵ تندیس جشن خانه سینما و ۱ جایزه انجمن نویسندگان و منتقدین)

## صداگذاری، طرّاحی و ترکیبِ صدا
- روایت ناتمام سیما (۱۴۰۲)
- خرس نیست(۱۴۰۱)
- قهرمان (۱۳۹۹)
- دست انداز(۱۳۹۹)
- خورشید (۱۳۹۸)
- حوا مریم عایشه (۱۳۹۸)
- صحنه‌هایی از یک جدایی (۱۳۹۸)
- جان‌دار (۱۳۹۷)
- مردی بدون سایه (۱۳۹۷)
- ملی و راه‌های نرفته‌اش (۱۳۹۶)
- آن‌سوی ابرها (۱۳۹۶)
- درباره فروشنده (۱۳۹۶)
- زیر سقف دودی (۱۳۹۵)
- پایان رؤیاها (۱۳۹۵)
- لانتوری (۱۳۹۴)
- محمد رسول‌الله (۱۳۹۴)
- فروشنده (فیلم ۱۳۹۴) (۱۳۹۴)
- عصبانی نیستم! (۱۳۹۲)
- برلین ۷- (۱۳۹۲)
- مثل یک عاشق (۱۳۹۱)
- چه خوبه که برگشتی (۱۳۹۱)
- آشغال‌های دوست داشتنی (۱۳۹۱)
- هیس! دخترها فریاد نمی‌زنند (۱۳۹۱)
- بغض (۱۳۹۰)
- خرس (۱۳۹۰)
- نارنجی‌پوش (۱۳۹۰)
- چهل سالگی (۱۳۸۹)
- خیابان‌های آرام (۱۳۸۹)
- آسمان هشتم (۱۳۸۹)
- باد و مه (۱۳۸۹)
- جدایی نادر از سیمین (۱۳۸۹)
- آسمان محبوب (۱۳۸۹)
- میزاک (۱۳۸۷)
- زندگی با چشمان بسته (۱۳۸۷)
- شیرین (۱۳۸۷)
- زمزمه با باد (۱۳۸۸)
- دربارهٔ الی (۱۳۸۷)
- آتشکار (۱۳۸۶)
- خاک‌آشنا (۱۳۸۶)
- آواز گنجشک‌ها (۱۳۸۶)
- خون بازی (۱۳۸۵)
- خدا نزدیک است (۱۳۸۵)
- قاعده بازی (۱۳۸۵)
- دریای پارس (۱۳۸۵)
- زاگرس (۱۳۸۴)
- زمان می‌ایستد (۱۳۸۴)
- آفساید (۱۳۸۴)
- یک بوس کوچولو (۱۳۸۴)
- مرزی برای زندگی (۱۳۸۳)
- یک شب (۱۳۸۳)
- گیلانه (۱۳۸۳)
- مرزی برای زندگی (۱۳۸۳)
- بید مجنون (۱۳۸۳)

محمدرضا دلپاک طراح صدای در کنار عباس کیارستمی کارگردان فیلم مثل یک عاشق

- روایت سه‌گانه (اپیزود دوم، شوخی‌های خدا) (۱۳۸۲)
- روایت سه‌گانه (اپیزود اول، یک آرزوی کوچک) (۱۳۸۲)
- روایت سه‌گانه (اپیزود سوم، ننه گیلانه) (۱۳۸۲)
- خواب تلخ (۱۳۸۲)
- بهشت جای دیگری است (۱۳۸۱)
- رسم عاشق کشی (۱۳۸۱)
- شب‌های روشن (۱۳۸۱)
- ناف (۱۳۸۱)
- همراه باد در دل تنهایی کویر (۱۳۸۱)
- بوی بهشت (۱۳۸۰)
- روزگار ما (۱۳۸۰)
- سفر به فردا (۱۳۸۰)
- عزیزم من کوک نیستم (۱۳۸۰)
- نامه‌های باد (۱۳۸۰)
- میکس (۱۳۸۰)
- یک الف ناقابل (۱۳۸۰)
- آ.ب. ث آفریقا (۱۳۷۹)
- باران (۱۳۷۹)
- زیر پوست شهر (۱۳۷۹)
- باد ما را خواهد برد (۱۳۷۸)
- صنم (۱۳۷۸)
- میکس (۱۳۷۸)
- یک روز بیشتر (۱۳۷۸)
- جنگجوی پیروز (۱۳۷۷)
- تولد یک پروانه (۱۳۷۶)
- جهان پهلوان تختی (۱۳۷۶)
- رنگ خدا (۱۳۷۶)
- طعم گیلاس (۱۳۷۶)
- آینه (۱۳۷۶)
- عاشق فقیر (۱۳۷۶)
- بچه‌های آسمان (۱۳۷۵)
- پدر (۱۳۷۴)
- غزال (۱۳۷۴)
- راز گل شب بو (۱۳۷۲)
- دشت ارغوانی (۱۳۷۳)
- روز واقعه (۱۳۷۳)
- بلندی‌های صفر (۱۳۷۲)
- سه مرد عامی (۱۳۷۲)
- افسانه مه پلنگ (۱۳۷۰)
- بهترین بابای دنیا (۱۳۷۰)
- دلشدگان (۱۳۷۰)
- خون بس (۱۳۶۹)
- شهر خاکستری (۱۳۶۹)

## منصب
- اعضای هیئت داوران دهمین جشن مستقل سینمای مستند

## پیوند
- در اینستاگرام
- محمدرضا دلپاک در بانک اطلاعات اینترنتی فیلم‌ها (IMDb)